# Hitchin’ a Ride
«Hitchin' a Ride» — песня американской панк-рок группы Green Day и первый сингл с их пятого студийного альбома Nimrod.

## Список композиций
| №  | Название                                                   | Длительность |
| -- | ---------------------------------------------------------- | ------------ |
| 1. | «Hitchin’ a Ride»                                          | 2:52         |
| 2. | «Sick» (Выпущена на сборнике Shenanigans как «Sick of Me») | 2:07         |
| 3. | «Espionage»                                                | 3:23         |

| №  | Название                            | Длительность |
| -- | ----------------------------------- | ------------ |
| 1. | «Hitchin’ a Ride»                   | 2:52         |
| 2. | «Good Riddance (Time of Your Life)» | 2:35         |
| 3. | «Scattered»                         | 3:03         |
| 4. | «Uptight»                           | 3:04         |

## Клип
Видео к «Hitchin’ a Ride» было снято Марком Кором — режиссёром, который снимал клипы к синглам с альбомов Dookie и Insomniac. В видео показано, как группа играет в обстановке, напоминающей 1920-е года, среди странных людей в костюмах.
В начале песни группа ходит по пассажирскому конвейеру на улице, при этом играя на инструментах. Во время припева они попадают на сцену джаз-клуба. Во время бриджа из коробки выбирается гигантский комар, из-за чего люди начинают паниковать, а Билли Джо уничтожает сцену, используя стойку для микрофона, и дерётся с официантом. В конце видео группа убегает из клуба и возвращается на улицу.
«Hitchin’ a Ride» также можно найти на альбомах International Superhits! и Bullet in a Bible. Видео к песне включено в DVD International Supervideos!.

## Чарты
| Чарт (1997)                  | Позиция |
| ---------------------------- | ------- |
| Австралия                    | 26      |
| Канада (RPM)                 | 23      |
| Канада (RPM Alternative 30)  | 1       |
| Великобритания               | 25      |
| США (Hot 100 Airplay)        | 59      |
| США (Mainstream Rock Tracks) | 9       |
| США (Modern Rock Tracks)     | 5       |